# Andrzej Babiński

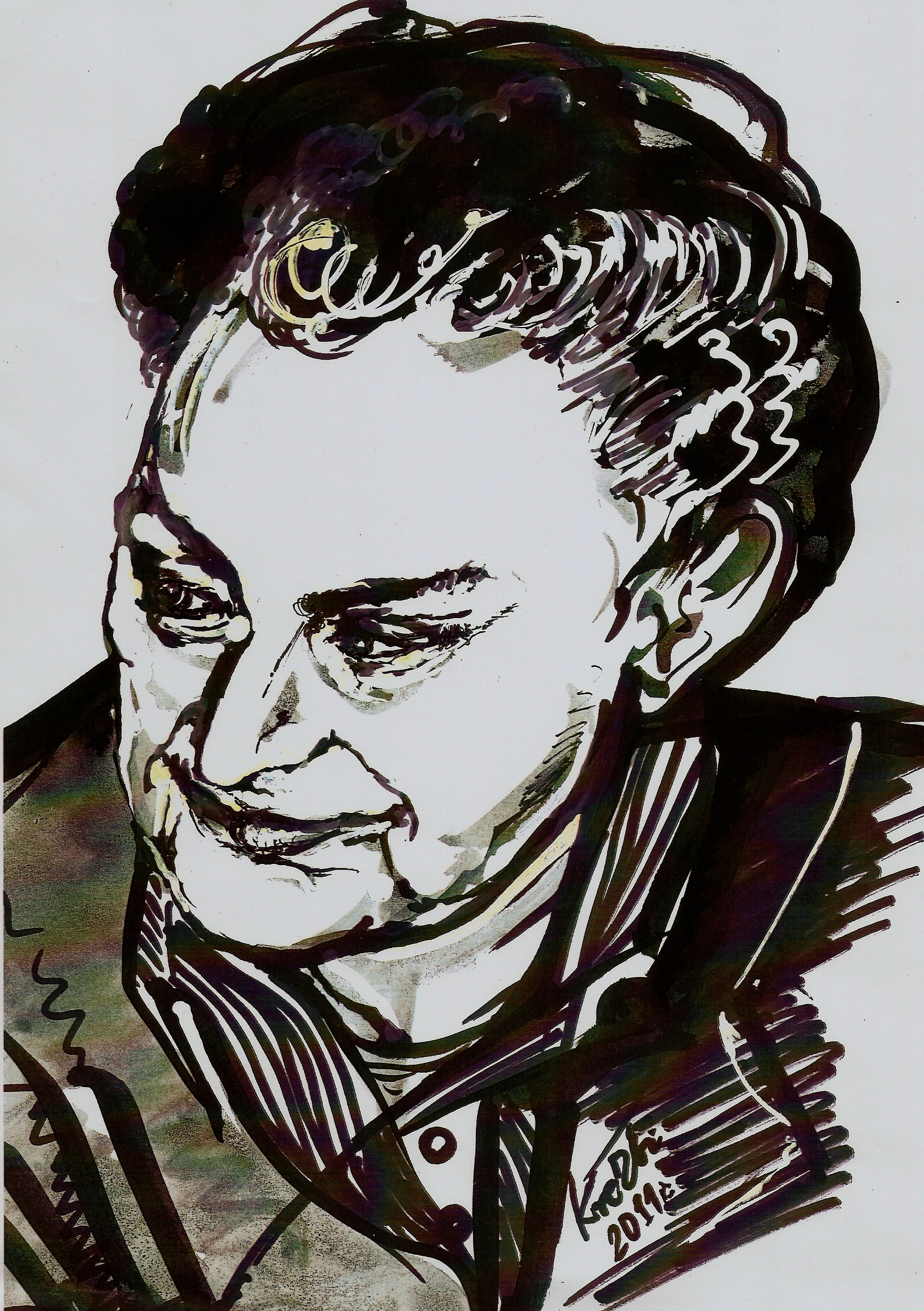
Andrzej Babiński (Zeichnung von Zbigniew Kresowaty, 2011)

Andrzej Babiński (* 5. Januar 1938 in Białystok; † 14. Mai 1984 in Posen) war ein polnischer Lyriker.

## Leben
Babiński verbrachte seine Kindheit während der deutschen Besetzung Polens auf dem Land bei Białystok. Die Schule besuchte er nach dem Krieg in Posen und absolvierte 1955 das Abitur. Als Lyriker debütierte er mit dem Gedicht Pocałowana, das 1956 in der Beilage Świat i Ludzie der Gazeta Białostocka erschien. An der Katholischen Universität Lublin studierte er von 1957 bis 1961 Psychologie, brach sein Studium jedoch kurz vor dem Magister ab. Während dieser Zeit freundete er sich mit Edward Stachura an. Nach dem Studium nahm er mehrere Gelegenheitsarbeiten an, so arbeitete er von 1961 bis 1963 als Leiter des Kulturhauses in Płock und später auch als Saisonarbeiter in Zuckerfabriken. In den 1970er und 1980er Jahren veröffentlichte er seine Gedichte in den Zeitschriften Poezja, Twórczość, Nowy Wyraz, Życie Literackie, Nurt, Radar und Fakty. In den Verband der Polnischen Literaten wurde er 1979 aufgenommen.

## Werke
- Z całej siły, 1975
- Znicze, 1977
- Znicze i inne wiersze (1954–1983), 1985